# Handful of Rain
Handful of Rain es un álbum de estudio de la banda estadounidense Savatage, lanzado en 1994 por Atlantic Records.

## Canciones
| Original CD release |                          |                         |          |  |
| N.º                 | Título                   | Escritor(es)            | Duración |  |
| 1.                  | «Taunting Cobras»        | Jon Oliva               | 3:21     |  |
| 2.                  | «Handful of Rain»        | Jon Oliva               | 5:01     |  |
| 3.                  | «Chance»                 | Jon Oliva, Paul O'Neill | 7:50     |  |
| 4.                  | «Stare Into the Sun»     | Jon Oliva, Paul O'Neill | 4:43     |  |
| 5.                  | «Castles Burning»        | Jon Oliva               | 4:39     |  |
| 6.                  | «Visions» (Instrumental) | Criss Oliva, Jon Oliva  | 1:25     |  |
| 7.                  | «Watching You Fall»      | Jon Oliva               | 5:20     |  |
| 8.                  | «Nothing's Going On»     | Jon Oliva, Paul O'Neill | 4:09     |  |
| 9.                  | «Symmetry»               | Jon Oliva, Paul O'Neill | 5:04     |  |
| 10.                 | «Alone You Breathe»      | Jon Oliva, Paul O'Neill | 7:30     |  |

### Créditos
- Zachary Stevens - voz
- Alex Skolnick - guitarra
- Johnny Lee Middleton - bajo
- Steve Wacholz - batería